# أوستين فلينت الأول
أوستين فلينت الأول (بالإنجليزية: Austin Flint I) هو طبيب أمريكي، ولد في 20 أكتوبر 1812 في بيترسهام في الولايات المتحدة، وتوفي في 13 مارس 1886 في مانهاتن في الولايات المتحدة.

## وصلات خارجية
- أوستين فلينت الأول على موقع الموسوعة البريطانية (الإنجليزية)